# Amt des Ministerpräsidenten von Thailand

Siegel des Amts des Ministerpräsidenten

Das Amt des Ministerpräsidenten von Thailand (สำนักนายกรัฐมนตรี, Office of the Prime Minister, OPM) ist das zentrale ausführende Organ der Regierung des Königreichs Thailand, das von einem Minister geführt wird. Das Amt unterstützt den Ministerpräsidenten in seinen Rollen als Regierungschef und Vorsitzender des Kabinetts. In dieser handelt das Amt als Ministerium im Kabinettsrang. Es besteht seit 1932.

## Funktion
Als zentrales ausführendes Organ ist das Amt des Ministerpräsidenten von Thailand verantwortlich für die Koordination und Abwicklung der gesamten exekutiven Arbeit der thailändischen Regierung. Insbesondere unterstützt das Amt den Ministerpräsidenten in der Ausführung seiner Pflichten und hilft bei der Formulierung und Verfolgung verschiedener Politikfelder.
Das Amt des Ministerpräsidenten von Thailand ist auch ein Ministerium in Kabinettsrang, wobei es das Kabinett selbst unterstützt und dessen Arbeit aufzeichnet. Es residiert im Komplex der Regierungsgebäude in Dusit (Bangkok).

## Organisatorische Übersicht

### Verwaltungsabteilungen
- Sekretariat des Ministerpräsidenten
- Sekretariat des Kabinetts
  - Nationale Versöhnungskommission
  - Royal Gazette

### Direkt dem Ministerpräsidenten unterstellte Abteilungen
- Nationales Aufklärungsbüro
- Büro des Staatshaushalts
- Nationaler Sicherheitsrat
- Staatsrat
- Kommission für den Öffentlichen Dienst
- Ausschuss für nationale Wirtschafts- und Gesellschaftsentwicklung
- Ausschuss der Kommission für Entwicklung des öffentlichen Sektors
- Kommando für innere Sicherheit

### Abteilungen
- Büro des Staatssekretärs
- Büro für Öffentlichkeitsarbeit
- Büro des Ausschusses für Verbraucherschutz

## Öffentliche Einrichtungen
- Thailand Research Fund
- Thai Public Broadcasting Service
- Amt für Standards und Qualität der nationalen Ausbildung
- Amt für Kongresse und Ausstellungen
- Verwaltung der Gebiete für nachhaltigen Tourismus
- Amt für Wissensmanagement und -entwicklung
- Königliches Institut Thailands